# Lista tomów serii Dr. Stone
Ten artykuł zawiera listę tomów serii Dr. Stone napisanej przez Riichiro Inagakiego i zilustrowanej przez Boichiego, ukazywanej w magazynie „Shūkan Shōnen Jump” wydawnictwa Shūeisha od 6 marca 2017 do 7 marca 2022. Razem opublikowano 232 rozdziały, które później zostały skompilowane do 26 tankōbonów, które wydawane były od 7 lipca 2017 do 4 lipca 2022. 4 kwietnia 2024 ukazał się dodatkowo tom 27.
W Polsce seria ukazała się nakładem wydawnictwa Waneko – pierwszy tom został wydany 22 listopada 2019, natomiast ostatni – 16 stycznia 2024.
| Nr | Język japoński   | Język japoński         | Język polski         | Język polski           |
| Nr | Data wydania     | ISBN                   | Data wydania         | ISBN                   |
| --- | ---------------- | ---------------------- | -------------------- | ---------------------- |
| 1 | 7 lipca 2017     | ISBN 978-4-08-881184-0 | 22 listopada 2019    | ISBN 978-83-8096-741-0 |
| Lista rozdziałów - 001. Stone World (jap. STONE WORLD Sutōn wārudo) - 002. Fantasy vs Science (jap. FANTASY VS SCIENCE Fantashī bāsasu saiensu) - 003. King of the Stone World (jap. KING OF THE STONE WORLD Kingu obu za sutōn wārudo) - 004. Biała muszelka (jap. 純白の貝殻 Junpaku no kaigara) - 005. Yuzuriha (jap. 杠 (ゆずりは)) - 006. Taiju vs Tsukasa (jap. 大樹VS司 Taiju bāsasu Tsukasa) - 007. W poszukiwaniu prochu (jap. 火薬の冒険 Kayaku no bōken) |                  |                        |                      |                        |
| 2 | 4 września 2017  | ISBN 978-4-08-881259-5 | 15 stycznia 2020     | ISBN 978-83-8096-742-7 |
| Lista rozdziałów - 008. Sygnały dymne (jap. 狼煙をあげろ Noroshi o agero) - 009. Senku vs Tsukasa (jap. 千空VS司 Senkū bāsasu Tsukasa) - 010. Drużyna nauki (jap. 科学の徒 Kagaku no to) - 011. Broń naukowa (jap. 科学の武器 Kagaku no buki) - 012. Epilogue of Prologue (jap. Epilogue of Prologue (序章最終話) Epirōgu obu purorōgu (joshō saishū-wa)) - 013. Stone World The Beginning (jap. 第一章 STONE WORLD THE BEGINNING Dai itsushō sutōn wārudo za biginingu) - 014. Wiara (jap. 信ずるもの Shinzuru mono) - 015. Dwa królestwa kamiennego świata (jap. 石の世界の二つの国 Ishi no sekai no futatsu no kuni) - 016. Kohaku (jap. コハク) |                  |                        |                      |                        |
| 3 | 4 grudnia 2017   | ISBN 978-4-08-881288-5 | 3 marca 2020         | ISBN 978-83-8096-743-4 |
| Lista rozdziałów - 017. Złowroga mina (jap. ワッッルい顔 Warrrui kao) - 018. Walka na czary (jap. 妖術決戦 Yōjutsu kessen) - Dodatkowa zawartość. Chrome vs Senku, matematyczny pojedynek! (jap. クロムVS千空 算術決戦!! Kuromu bāsasu Senkū sanjutsu kessen!!) - 019. Dwa miliony lat ludzkiego postępu (jap. ２００万年の在処 Nihyakuman-nen no arika) - 020. Stone Road (jap. STONE ROAD Sutōn rōdo) - 021. Narodziny żelaza (jap. 鉄の夜明け Tetsu no yoake) - 022. Survival Gourmet (jap. SURVIVAL GOURMET Sabaibaru gurume) - 023. Złotousty (jap. ペラッペラな男 Perappera na otoko) - 024. Błyskawiczna prędkość (jap. 電光石火 Denkō sekka!!) - 025. Światło nauki (jap. この手に科学の灯を Kono te ni kagaku no hi o)                                                              |                  |                        |                      |                        |
| 4 | 2 lutego 2018    | ISBN 978-4-08-881341-7 | 15 maja 2020         | ISBN 978-83-8096-744-1 |
| Lista rozdziałów - 026. Kruchy sojusz (jap. 薄っぺらの同盟 Usuppera no dōmei) - 027. Życzenie pewnego naukowca (jap. とある科学者の願い Toaru kagaku-sha no negai) - 028. Clear World (jap. CLEAR WORLD Kuria wārudo) - 029. Laboratorium Senku (jap. SENKU’S LAB Senkūzu rabo) - 030. Death Green (jap. DEATH GREEN Desu gurīn) - 031. Ramię w ramię (jap. 背中合わせの仲間たち Senaka awase no nakama-tachi) - 032. Brains & Heart (jap. BRAIN & HEART Burein ando hāto) - 033. Przerażająca substancja (jap. ヤベー薬 Yabē kusuri) - 034. Taktyczny turniej (jap. 謀略の御前試合 Bōryaku no gozen-jiai) |                  |                        |                      |                        |
| 5 | 4 kwietnia 2018  | ISBN 978-4-08-881381-3 | 15 lipca 2020        | ISBN 978-83-8096-745-8 |
| Lista rozdziałów - 035. Wojownik w masce (jap. 仮面の戦士 Kamen no senshi) - 036. Kinro i Ginro (jap. 金狼と銀狼 Kinrō to Ginrō) - 037. Naukowiec Chrome (jap. 科学使いクロム Kagaku tsukai Kuromu) - 038. Master of Flame (jap. MASTER OF FLAME Masutā obu fureimu) - 039. And the Winner Is (jap. AND THE WINNER IS Ando za winā izu) - 040. Owoc dwóch milionów lat (jap. ２００万年の結晶 Nihyakuman-nen no kesshō) - 041. Doctor Stone (jap. DOCTOR STONE Dokutā sutōn) - 042. Opowieść sprzed tysięcy lat (jap. 幾千年物語 Ikusen-nen monogatari) - 043. Sześcioro ostatnich (jap. 人類 最後の６人 Jinrui saigo no roku-nin) |                  |                        |                      |                        |
| 6 | 4 lipca 2018     | ISBN 978-4-08-881558-9 | 15 września 2020     | ISBN 978-83-8096-746-5 |
| Lista rozdziałów - 044. Sto nocy, tysiąc niebios (jap. 百の夜と千の空 Hyaku no yoru to sen no sora) - 045. Epilogue of Part 1 (jap. Epilogue of Chapter１(第一章最終話) Epirōgu obu chaputā ichi (dai isshō saishō-wa)) - 046. Stone Wars (jap. STONE WARS Sutōn Wōzu) - 047. Science vs Power (jap. SCIENCE VS POWER Saiensu bāsasu pawā) - 048. Naukowe ostrza (jap. 科学の刃 Kagaku no yaiba) - 049. Ku nowoczesności (jap. そして現代へ Soshite gendai) - 050. Największa broń ludzkości (jap. 人類最強の武器 Jinrui saikyō no buki) - 051. Słodycze z kamiennego świata (jap. 石の世界にスイーツ Ishi no sekai ni suītsu) - 052. Era maszyn (jap. 動力の時代 Dōryoku no jidai) |                  |                        |                      |                        |
| 7 | 4 września 2018  | ISBN 978-4-08-881610-4 | 16 listopada 2020    | ISBN 978-83-8096-747-2 |
| Lista rozdziałów - 053. Klub żmudnej pracy (jap. スパルタ工作クラブ Suparuta kōsaku kurabu) - 054. Błękitny klejnot (jap. 瞬きのブルージュエル Matataki no burū jueru) - 055. Treasure Dungeon (jap. TREASURE DUNGEON Torejā danjon) - 056. The Treasure (jap. THE TREASURE Za torejā) - 057. Heat Heart (jap. HEAT HEART Hīto hāto) - 058. Fala nauki (jap. 科学の波 Kagaku no nami) - 059. Głosy szybujące w nieskończoność (jap. 声は無限の彼方へ Koe wa mugen no kanata e) - 060. Pieśń anioła i szept diabła (jap. 天女の歌と悪魔の囁き Ten’nyo no uta to akuma no sasayaki) - 061. Stone Wars Beginning (jap. STONE WARS BEGINNING Sutōn wōzu biginingu) |                  |                        |                      |                        |
| 8 | 4 grudnia 2018   | ISBN 978-4-08-881667-8 | 15 stycznia 2021     | ISBN 978-83-8096-748-9 |
| Lista rozdziałów - 062. Double Chase (jap. DOUBLE CHASE Daburu cheisu) - 063. Wojna informacyjna (jap. 情報戦争 Jōhō sensō) - 064. Hot Line (jap. HOT LINE Hotto rain) - 065. Telefon z zaświatów (jap. 死者からの電話 Shisha kara no denwa) - 066. Szczerość i kłamstwa (jap. ウソつきと正直者 Usotsuki to shōjiki-mono) - 067. Atak całą armią (jap. 全軍出撃 Sengun shutsugeki) - 068. Płomień rewolucji (jap. 革命の火 Kakumei no hi) - 069. Steam Gorilla (jap. STEAM GORILLA Suchīmu gorira) - 070. Paper Shield (jap. PAPER SHIELD Pēpā shīrudo) |                  |                        |                      |                        |
| 9 | 4 lutego 2019    | ISBN 978-4-08-881726-2 | 15 marca 2021        | ISBN 978-83-8096-749-6 |
| Lista rozdziałów - 071. Prison Break (jap. PRISON BREAK Purizun bureiku) - 072. Siła doświadczenia (jap. 経験値 Keiken-chi) - 073. Tajna misja (jap. 極秘のミッション Gokuhi no misshon) - 074. Kluczowe 20 sekund (jap. 運命の20秒 Unmei no nijū-byō) - 075. Count Down 20 (jap. COUNT DOWN 20 Kaunto daun nijū) - 076. Final Battle (jap. FINAL BATTLE Fainaru batoru) - 077. Siła nauki (jap. 科学の力 Kagaku no chikara) - 078. Zniszczenie czy ocalenie (jap. 壊すもの救うもの Kowasu mono sukū mono) - 079. Chwila, na którą zawsze czekałem (jap. ずっとこの瞬間を Zutto kono toki o) |                  |                        |                      |                        |
| 10 | 4 kwietnia 2019  | ISBN 978-4-08-881801-6 | 26 maja 2021         | ISBN 978-83-8096-750-2 |
| Lista rozdziałów - 080. Najsilniejszy duet ludzkości (jap. 人類最強のタッグ Jinrui saikyō no taggu) - 081. Fingertip (jap. フィンガー チップ Fingāchippu) - 082. Epilogue of Stone Wars (koniec części drugiej) (jap. Epilogue of Stone Wars (第二章最終話) Epirōgu obu sutōn wōzu (dai nishō saishū-wa)) - 083. Dr. Stone (jap. ドクターストーン Dokutā sutōn) - 084. Ludzie = siła (jap. 人は力 Hito wa chikara) - 085. Królowa paliw (jap. 資源の王様 Shigen no ōsama) - 086. Money (jap. MONEY Manē) - 087. Dom towarowy Senku (jap. デパート千空 Depāto Senkū) - 088. Skrzydła ludzkości (jap. ヒトの翼 Hito no tsubasa) |                  |                        |                      |                        |
| 11 | 4 lipca 2019     | ISBN 978-4-08-881881-8 | 15 lipca 2021        | ISBN 978-83-8096-751-9 |
| Lista rozdziałów - 089. Poszukiwacze przygód (jap. 冒険者たち Bōkensha-tachi) - 090. New World Map (jap. NEW WORLD MAP Nyū wārudo mappu) - 091. Jeśli chcesz mieć chleb, musisz zacząć od przenicy (jap. パンが無ければ麦から作ればいいじゃない Pan ga nakereba mugi kara tsukureba ī janai) - 092. Pragnienie jest słuszne (jap. 欲しいイコール正義 Hoshī ikōru seigi) - 093. Pierwsze ujęcie należy do ciebie (jap. 一枚目はあなたに Ichi-mai-me wa anata ni) - 094. Zapach czarnego złota (jap. 黒い宝石の香り Burakku jueru no kaori) - 095. Pierwszy kontakt (jap. ファーストコンタクト Fāsuto kontakuto) - 096. Naukowe oczy (jap. 科学の眼 Kagaku no me) - 097. Radość z bycia liderem (jap. 楽しい帝王学 Tanoshī teiō-gaku)                                                          |                  |                        |                      |                        |
| 12 | 4 września 2019  | ISBN 978-4-08-882055-2 | 16 września 2021     | ISBN 978-83-8096-752-6 |
| Lista rozdziałów - 098. Ryusui (jap. 龍水) - 099. Fotokronika królestwa nauki (jap. 科学王国写真日記 Kagaku ōkoku shashin nikki) - 100. Początek stu opowieści (jap. はじまりの百物語 Hajimari no hyaku-monogatari) - 101. Treasure Box (jap. TREASURE BOX Torejā bokkusu) - 102. Naukowy statek Perseusz (jap. 科学船ペルセウス Kagakusen Peruseusu) - 103. Światło zwątpienia i nauki (jap. 絶望と希望の光 Zetsubō to kibō no hikari) - 104. Dwóch detektywów (jap. 科捜研の男たち Kasōken no otoko-tachi) - 105. Najpiękniejsza na wyspie (jap. 島一の美少女 Shima-ichi no bishōjo) - 106. Tajemnica petryfikacji (jap. 石化の秘密 Sekka no himitsu) |                  |                        |                      |                        |
| 13 | 1 listopada 2019 | ISBN 978-4-08-882106-1 | 15 listopada 2021    | ISBN 978-83-8096-753-3 |
| Lista rozdziałów - 107. As w rękawie na pokładzie naukowego statku (jap. 切り札は科学の船に Kirifuda wa kagaku no fune ni) - 108. Dwa asy w rękawie (jap. 切り札二枚 Kirifuda ni-mai) - 109. Wielka ucieczka (jap. 大脱走 Dai dassō) - 110. Piękna nauka (jap. 美しい科学 Utsukushī kagaku) - 111. Science Wars (jap. SCIENCE WARS Saiensu wōzu) - 112. Król trzech wymiarów (jap. 三 次 元 の 王 者 Sanjigen no ōja) - 113. Nauka łamacza szyfrów (jap. 暗号通信の科学 Angō tsūshin no kagaku) - 114. Nauka po cichu kruszy kamień (jap. そして科学は静かに石を穿つ Soshite kagaku wa shizuka ni ishi o ugatsu)) - 115. Jedna sekunda i jedna grudka (jap. 一秒と一粒 Ichi-byō to hito-tsubu)                                                                                               |                  |                        |                      |                        |
| 14 | 4 lutego 2020    | ISBN 978-4-08-882206-8 | 14 stycznia 2022     | ISBN 978-83-8242-134-7 |
| Lista rozdziałów - 116. Cud w dłoni (jap. 奇跡はこの掌で Kiseki wa kono tenohira de) - 117. Królestwo nauki kontratakuje (jap. 反撃の科学王国 Hangeki no kagaku ōkoku) - 118. Silent Soldiers (jap. SILENT SOLDIERS Sairento sorujāzu) - 119. Science Soldiers (jap. SCIENCE SOLDIERS Saiensu sorujāzu) - 120. Top Secret (jap. TOP SECRET Toppu shīkurīto) - 121. Twarz meduzy (jap. 石化光線の素顔 Medyūsa no sugao) - 122. Umysłowe puzzle (jap. 頭脳戦のパズルピース Zunō-sen no pazuru-pīsu) - 123. Umysłowa rozgrywka (jap. 頭脳戦のディールゲーム Zunō-sen no dīru-gēmu) - 124. Boski i diabelski wynalazek (jap. 神と悪魔の発明品 Kami to akuma no hatsumei-hin) |                  |                        |                      |                        |
| 15 | 3 kwietnia 2020  | ISBN 978-4-08-882255-6 | 15 marca 2022        | ISBN 978-83-8242-135-4 |
| Lista rozdziałów - 125. Rozstrzygająca walka w trzech wymiarach (jap. 三次元の決戦 Sanjigen no kessen) - 126. Trójwymiarowa strategia (jap. 三次元の謀略 Sanjigen no bōryaku) - 127. Medusa & Perseus (jap. MEDUSA & PERSEUS Medeyūsa ando Peruseusu) - 128. Bitwa o całą wyspę (jap. 全土大乱戦 Zendo dairansen) - 129. Joker (jap. JOKER Jōkā) - 130. Wybór diabła (jap. 悪魔の選択 Akuma no sentaku) - 131. Za wszystkie twoje łajdactwa (jap. 悪りー罪 Warī-zai) - 132. Najpotężniejsza broń (jap. 最強の武器は... Saikyō no buki wa...) - 133. Błysk zagłady (jap. 滅びの煌めき Horobi no kirameki) |                  |                        |                      |                        |
| 16 | 3 lipca 2020     | ISBN 978-4-08-882350-8 | 30 maja 2022         | ISBN 978-83-8242-136-1 |
| Lista rozdziałów - 134. Walka generałów (jap. 大将戦 Taishō-sen) - 135. Counting (jap. COUNTING Kauntingu) - 136. Medusa vs Science (jap. MEDUSA VS SCIENCE Medeyūsa bāsasu saiensu) - 137. Last Man Standing (jap. LAST MAN STANDING Rasto man sutandingu) - 138. Epilogue of Chapter 3 (koniec części trzeciej) (jap. Epilogue of Chapter 3 (第三章最終話) Epirōgu obu chaputā san (dai sanshō saishō-wa)) - 139. First Dream (jap. FIRST DREAM Fāsuto dorīmu) - 140. Piloci nowego świata (jap. 新世界飛行士 Shin sekai hikō-shi) - 141. First Team (jap. FIRST TEAM Fāsuto chīmu) - 142. World Power (jap. WORLD POWER Wārudo pawā) |                  |                        |                      |                        |
| 17 | 4 września 2020  | ISBN 978-4-08-882405-5 | 15 lipca 2022        | ISBN 978-83-8242-137-8 |
| Lista rozdziałów - 143. Ryusui vs. Senku (jap. RYUSUI VS. SENKU Ryūsui bāsasu Senkū) - 144. Ryusui & Gen vs. Senku & Kohaku (jap. RYUSUI GEN VS. SENKU KOHAKU Ryūsui Gen bāsasu Senkū Kohaku) - 145. Bar François (jap. BAR FRANÇOIS Bā Furansowa) - 146. Bar François ~Bitter side~ (jap. BAR FRANÇOIS ~BITTER SIDE~ Bā Furansowa ~bitā saido~) - 147. Science Journey (jap. SCIENCE JOURNEY Saiensu jānī) - 148. Pionierzy kuli ziemskiej (jap. 地球の開拓者たち Chikyū no kaitaku-sha-tachi) - 149. Światło wabiące w ciemności (jap. 暗闇の誘蛾灯 Kuragami no yūgatō) - 150. Sprawiedliwy naukowiec (jap. 正義の科学使い Seigi no kagaku tsukai) - 151. Dr. X (jap. Dr. X Dokutā ekkusu)                                                                                                 |                  |                        |                      |                        |
| 18 | 4 listopada 2020 | ISBN 978-4-08-882473-4 | 15 września 2022     | ISBN 978-83-8242-138-5 |
| Lista rozdziałów - 152. Doctor vs. Doctor (jap. DOCTOR VS. DOCTOR Dokutā bāsasu dokutā) - 153. War Game (jap. WAR GAME Wō gēmu) - 154. Spy vs. Spy (jap. SPY VS. SPY Supai bāsasu supai) - 155. Science is Elegant (jap. SCIENCE IS ELEGANT Saiensu izu ereganto) - 156. Dwóch naukowców (jap. 二人の科学者 Futari no kagaku-sha) - 157. Ten sam czas, to samo miejsce (jap. 同じ刻同じ場所で Onaji toki onaji basho de) - 158. Kto jest naukowcem? (jap. 科学者は誰だ Kagaku-sha wa dare da) - 159. Lock On (jap. LOCK ON Rokku on) - 160. Płomień nauki (jap. 科学の灯 Kagaku no hi) |                  |                        |                      |                        |
| 19 | 4 stycznia 2021  | ISBN 978-4-08-882550-2 | 15 listopada 2022    | ISBN 978-83-8242-139-2 |
| Lista rozdziałów - 161. Craft Wars (jap. CRAFT WARS Kurafuto wōzu) - 162. Ścieżka budowana od ziemi (jap. 土まみれの道を Tsuchi mamire no michi o) - 163. Ostateczna walka na wszystkich frontach (jap. 全世界決戦 Zen sekai kessen) - 164. Re-Lock On (jap. RE-LOCK ON Ri-rokku on) - 165. Ci, którzy znają zasady i ci, którzy je tworzą (jap. ルールを知る者創る者 Rūru o shiru-mono tsukuru-mono) - 166. Najsilniejszy rycerz (jap. 最強のナイト Saikyō no naito) - 167. Co kto lubi (jap. 好きなモンは Sukina mon wa) - 168. Milion mieszkańców miasta kukurydzy (jap. 100万人のコーンシティ 100 man-nin no kōn-shiti) - 169. Risk Or Heart (jap. RISK or HEART Risuku oa hāto) |                  |                        |                      |                        |
| 20 | 2 kwietnia 2021  | ISBN 978-4-08-882598-4 | 15 stycznia 2023     | ISBN 978-83-8242-379-2 |
| Lista rozdziałów - 170. Spoglądając na ten sam księżyc (jap. 同じ月を見て Onaji tsuki o mite) - 171. Spoglądając na to samo światło (jap. 同じ光を見て Onaji hikari o mite) - 172. Cel wyznaczony przez naukę (jap. 叡知の道標 Eichi no michishirube) - 173. Earth Race (jap. EARTH RACE Āsu rēsu) - 174. Widmo Kanału Panamskiego (jap. 幻のパナマ運河 Maboroshi no Panama unga) - 175. Wyścig przez Amerykę Południową (jap. 南米横断ウルトラレース Nanbei Ōdan Urutorarēsu) - 176. Przebijająca się strategia (jap. 包囲網突破戦 Hoimo utobasen) - 177. Medusa Mechanism (jap. MEDUSA MECHANISM Medyūsa mekanizumu) - 178. Nauka przekracza góry (jap. 科学は山を超えて Kagaku wa yama o koete)                                                                                           |                  |                        |                      |                        |
| 21 | 4 czerwca 2021   | ISBN 978-4-08-882687-5 | 15 marca 2023        | ISBN 978-83-8242-380-8 |
| Lista rozdziałów - 179. Więzy na wysokości (jap. 綱渡りの絆 Tsuna watari no kizuna) - 180. Straszliwe piękno (jap. 悍ましくも美しく Ozomashiku mo utsukushiku) - 181. New World Science (jap. NEW WORLD SCIENCE Nyū wārudo saiensu) - 182. Diamond Heart (jap. DIAMOND HEART Daiyamondo hāto) - 183. Stone Sanctuary (jap. STONE SANCTUARY Sutōn sankuchuarī) - 184. Fort Meduza (jap. メデューサの砦Mede’yūsa no toride) - 185. Śliczne płaszczyzny łupliwości (jap. 美しき劈開面 Utsukushiki hekikaimen) - 186. Każdy ma swe ostrze (jap. 刃十人十色 Yaiba jūnintoiro) - 187. Cyber Guerilla (jap. CYBER GUERRILLA Saibā gurira) |                  |                        |                      |                        |
| 22 | 4 sierpnia 2021  | ISBN 978-4-08-882735-3 | 17 maja 2023         | ISBN 978-83-8242-381-5 |
| Lista rozdziałów - 188. To, co kiedyś chciałem zniszczyć (jap. かつて消そうとしたものは Katsute kesō to shita mono wa) - 189. Our Dr. Stone (jap. OUR Dr.STONE Awā dokutā sutōn) - 190. Nauka, która przekracza życia (jap. 科学は生命を越えて Kagaku wa inochi o koete) - 191. Krzyk boga (jap. 世界に神の叫びを Sekai ni kami no sakebi o) - 192. Dzień, w którym znów się spotkamy (jap. また逢う日まで Mata au hima de) - 193. Our Stone World (jap. OUR STONE WORLD Awā sutōn wārudo) - 194. Samotna Homo Sapiens (jap. ひとりぼっちのホモサピエンス Hitoribocchi no homosapiensu) - 195. Samotna poszukiwaczka skarbów (jap. ひとりぼっちのトレジャーハンター Hitoribocchi no torejā hantā) - 196. Samotna naukowiec (jap. ひとりぼっちのサイエンティスト Hitoribocchi no saientisuto) |                  |                        |                      |                        |
| 23 | 4 listopada 2021 | ISBN 978-4-08-882820-6 | 17 lipca 2023        | ISBN 978-83-8242-382-2 |
| Lista rozdziałów - 197. Kamienny Eden i zakazany owoc (jap. 石だらけのエデンと禁断の果実 Ishi-darake no Eden to kindan no kashitsu) - 198. Whole New World (jap. WHOLE NEW WORLD Hōru nyū wārudo) - 199. Nadstopy (jap. 超合金 Chō gōkin) - 200. Future Engine (jap. FUTURE ENGINE Fyūchā enjin) - 201. Morse Talk (jap. MORSE TALK Mōrusu tōku) - 202. Korporacja Ryusuia (jap. 龍水財閥 Ryūsui zaibatsu) - 203. Missile Heart (jap. MISSILE HEART Misairu hāto) - 204. Matematyka jest alfabetem, za pomocą którego opisany jest Wszechświat (jap. 宇宙は数学という言語で書かれている Uchū wa sūgaku to iu gengo de kakarete iru) - 205. Kosmos zer i jedynek (jap. 宇宙を作る０と１ Uchū o tsukuru 0 to 1)                                                                                |                  |                        |                      |                        |
| 24 | 4 stycznia 2022  | ISBN 978-4-08-882877-0 | 15 września 2023     | ISBN 978-83-8242-383-9 |
| Lista rozdziałów - 206. Świt komputerów (jap. コンピュータの夜明け Konpyūta no yoake) - 207. Łączenie układów (jap. 繋がる回路図 Tsunagaru kairozu) - 208. Nauka przekracza ludzki umysł (jap. 科学は人知を超える Kagaku wa jinchi o koeru) - 209. Prawda stojąca za rakietą (jap. ロケットの真相 Roketto no shinsō) - 210. Not One Way (jap. NOT ONE WAY Notto Wan Uei) - 211. Podróż dookoła świata w poszukiwaniu zasobów (jap. 世界一周素材旅行 Sekai isshū sozai ryokō) - 212. Stone to Space (jap. 終決章 STONE TO SPACE Shūketsu shō Sutōn tu Supēsu) - 213. Unknown Known (jap. UNKNOWN KNOWN An’nōn noun) - 214. Siły obrony kamiennego świata (jap. 石世界地球防衛軍 Ishi sekai chikyū bōei-gun)                                                                                   |                  |                        |                      |                        |
| 25 | 4 marca 2022     | ISBN 978-4-08-883032-2 | 16 listopada 2023    | ISBN 978-83-8242-384-6 |
| Lista rozdziałów - 215. Long Long Road (jap. LONG ROAD Rongu rongu rōdo) - 216. Hello World (jap. HELLO WORLD Harō wārudo) - 217. Rzucający nauce wyzwanie (jap. 科学の挑戦者 Kagaku no chōsen-sha) - 218. WWW (jap. W Wārudo waido wākushoppu) - 219. Trzech bohaterów (jap. 三勇士 San yūshi) - 220. Wszystkiego pożądam (jap. 全てが欲しくて Subete ga hoshikute) - 221. Wszystko powierzam (jap. 全てを託して Subete o takushite) - 222. Science Road (jap. SCIENCEROAD Saiensu rōdo) - 223. 0 (jap. 0 Zero) |                  |                        |                      |                        |
| 26 | 4 lipca 2022     | ISBN 978-4-08-883160-2 | 16 stycznia 2024     | ISBN 978-83-8242-385-3 |
| Lista rozdziałów - 224. In the Space (jap. IN THE SPACE In za supēsu) - 225. Docking (jap. DOCKING Dokkingu) - 226. Giant Step (jap. GIANT STEP Jaianto suteppu) - 227. You Are (jap. YOU ARE Yū ā) - 228. Life Stone (jap. LIFE STONE Raifu sutōn) - 229. Whyman (jap. WHYMAN Howaiman) - 230. Human (jap. HUMAN Hyūman) - 231. Ekscytująca przyszłość (jap. 未来を唆るもの Mirai o sosoru mono) - 232. Dr. Stone (jap. DR.STONE Dokutā sutōn) |                  |                        |                      |                        |
| 27 | 4 kwietnia 2024  | ISBN 978-4-08-884037-6 | 16 października 2024 | ISBN 978-83-8242-848-3 |
| Lista rozdziałów - One-shot: Terraforming - Bonus: 4D Science - 1D. Future Message - 2D. Future Road Map - 3D. Future Science |                  |                        |                      |                        |